# Hermann Gassner senior

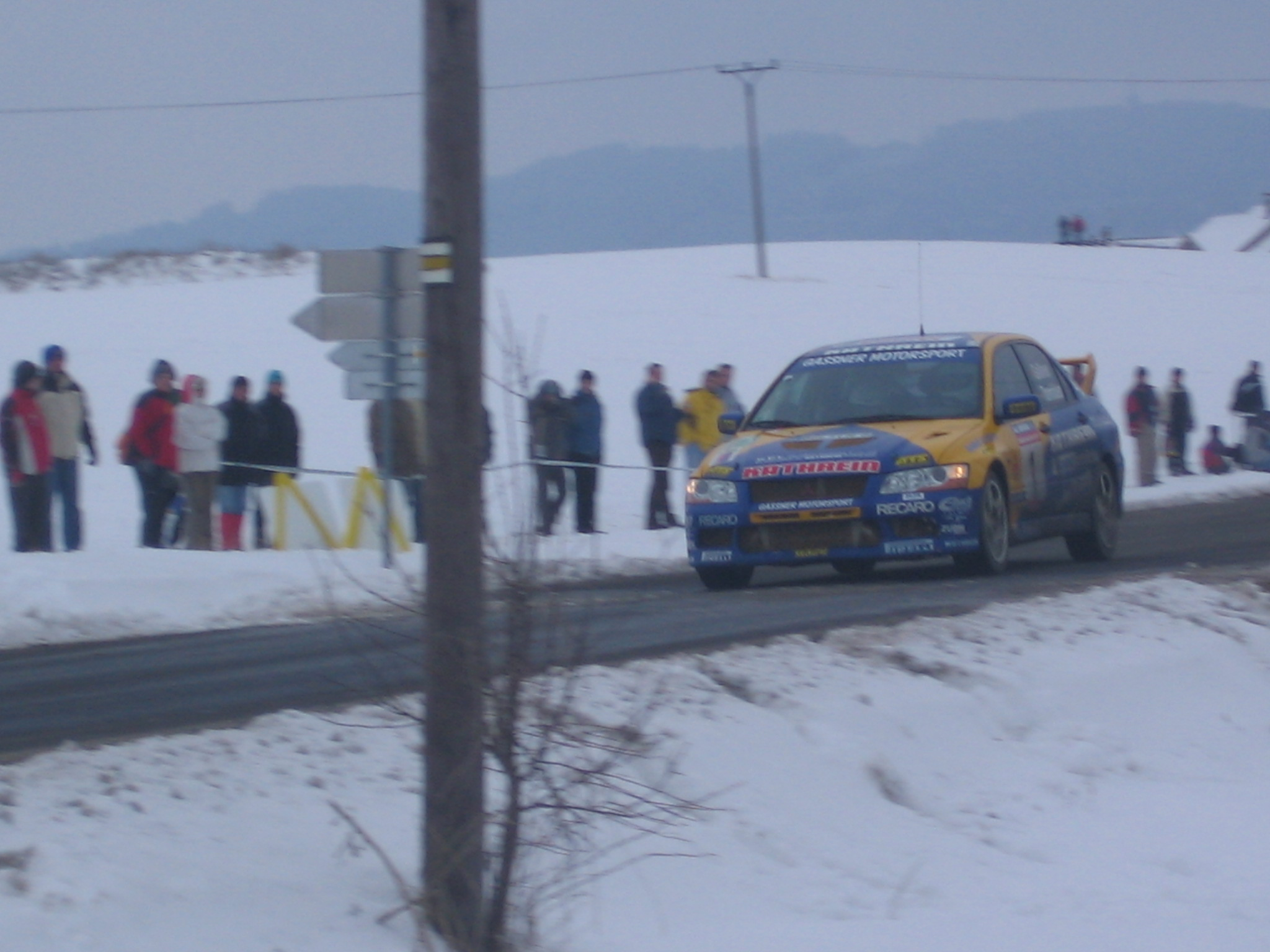
Hermann Gassner na trati Rallye Šumava 2005

Hermann Gassner senior je německý automobilový závodník soutěžící v závodech rallye. Je šestinásobným mistrem Německa v rallye.

## Život
Gassner se narodil 8. června 1959 v německém městě Bad Reichenhall. Nyní žije v Surheimu s manželkou Monikou. Má 2 děti, syna Hermanna a dceru Martinu.

## Kariéra
Se závody začal v roce 1979, zpočátku dohromady s bratrem Sebastianem. Později spolupráci ukončili a bratr se dále věnoval vedení autosalonu firmy Mitsubishi. V roce 1985 poprvé startoval v Československu na Barum rallye 1985. Tu dokončil s vozem Opel Manta 400 na deváté pozici. Stejný výsledek zde zajel i o dva roky později s vozem Mitsubishi Starion Turbo. Nejlepšího výsledku dosáhl na Barum rallye 1993, jako držitel titulu Mistr Německa, s vozem Mitsubishi Galant, kdy dojel šestý. Od devadesátých let se zúčastňuje více soutěží mistrovství světa a závodí častěji v Česku. Soutěží s vozem Mitsubishi Lancer Evo IX. Spolujezdce mu od roku 1991 dělal Siegfried Schrankl. Toho od roku 1999 vystřídala Karin Thannhäuser.

## Nejlepší výsledky

### 1995
- absolutní mistr Německa

### 1998
- mistr Německa sk. N

### 1999
- mistr Německa sk. N

### 2000
- mistr Německa sk. N
- mistr Rakouska sk. N

### 2001
- mistr Německa sk. N
- vítěz Mitropa Rally Cup
- mistr Rakouska sk. N

### 2002
- mistr Německa sk. N
- vítěz Rally Deutschland sk. N
- mistr Rakouska sk. N

### 2003
- mistr Německa sk. N

### 2004
- mistr Německa sk. N

### 2005
- mistr Německa sk. N
- vítěz Rally Deutschland sk. N

### 2006
- vítěz Rally Deutschland sk. N
- vítěz ADAC Rally Masters
- vítěz DRS sk. N